# Entyposis mendax
Entyposis mendax är en skalbaggsart som beskrevs av Louis Albert Péringuey 1904. Entyposis mendax ingår i släktet Entyposis och familjen Melolonthidae. Inga underarter finns listade i Catalogue of Life.